# Szilágy
Szilágy község Baranya vármegyében, a Pécsi járásban.

## Fekvése
Pécstől keletre, Pécsváradtól délre fekszik. Központján a Pécsvárad-Romonya között húzódó, a 6544-es és 5611-es utakat összekötő 5609-es út halad végig, ezen érhető el a 6-os főút felől is, Pécsvárad előtt délnek kanyarodva.

## Története
Szilágy a pécsváradi apátság jobbágyfaluja volt. Nevét a pécsváradi apátság alapítólevele 1015-ben már említette Zylag néven. Az 1015-ös alapítólevél szerint I. István király földet és népeket adott Szilágy faluban a monostornak. 1276-ban birtokosai Tanch fia János ispán és rokona, Egyed voltak. A településnek ekkor már temploma is volt. 
A falut 1543-ban a törökök foglalták el, azonban a törökök alatt is lakott hely, s az maradt egészen a pécsváradi apátság megszűnéséig. 
Az 1700-as években végzett összeírás szerint a 40 házból álló falut 17 jobbágycsalád lakta.

## Közélete

### Polgármesterei
- 1990–1994: Borbás Lajos (független)[3]
- 1994–1998: Perlaki László (független)[4]
- 1998–2002: Perlaki László (független)[5]
- 2002–2006: Perlaki László (független)[6]
- 2006–2010: Perlaki László (független)[7]
- 2010–2014: Perlaki László (független)[8]
- 2014–2019: Papp Ferencné (független)[9]
- 2019–2024: Romoda Sándor (független)[10]
- 2024– : Romoda Sándor (független)[1]

## Népesség
A település népességének változása:
| Lakosok száma | 259  | 246  | 246  | 252  | 262  | 270  | 283  | 280  |
|               | 2013 | 2014 | 2015 | 2019 | 2021 | 2022 | 2023 | 2024 |

A 2011-es népszámlálás során a lakosok 93,7%-a magyarnak, 20,8% cigánynak, 16,7% németnek, 0,4% szerbnek mondta magát (6,3% nem nyilatkozott; a kettős identitások miatt a végösszeg nagyobb lehet 100%-nál). A vallási megoszlás a következő volt: római katolikus 67,3%, református 4,5%, evangélikus 0,7%, felekezeten kívüli 13% (11,9% nem nyilatkozott).
2022-ben a lakosság 92,6%-a vallotta magát magyarnak, 11,9% németnek, 4,8% cigánynak, 0,4% egyéb, nem hazai nemzetiségűnek (7,4% nem nyilatkozott; a kettős identitások miatt a végösszeg nagyobb lehet 100%-nál). Vallásuk szerint 44,1% volt római katolikus, 3,3% református, 0,4% evangélikus, 0,4% egyéb keresztény, 3% egyéb katolikus, 17,8% felekezeten kívüli (30,7% nem válaszolt).

## Nevezetességei
- Temploma középkori eredetű, a XIV. században épült, műemlék.
- Népi lakóház.
- Fehér ház

## Külső hivatkozások
- Szilágy Önkormányzatának honlapja